# Реакція Гріньяра
Реа́кція Грінья́ра — металоорганічна хімічна реакція, в якій арил- або алкілмагнійгалогеніди (також відомі як реактиви Гріньяра) діють як нуклеофіли, атакуючи електрофільні атоми вуглецю з утворенням вуглець-вуглецевого зв'язку. Реакція Гріньяра — важливий метод створення вуглець-вуглецевих зв'язків, а також зв'язків вуглець-гетероатом (P, Sn, B, Si та ін).

## Отримання
Реактиви Гріньяра зазвичай синтезують в абсолютному етері (діетиловий, діаміловий або тетрагідрофурані) реакцією металевого магнію з арил- або алкілгалогенідом (зазвичай застосовують йодиди або броміди, хлориди застосовують рідко, а фториди до реакції з магнієм не здатні).
{\displaystyle \mathrm {RX+Mg\longrightarrow RMgX} }
Деякі реактиви Гріньяра (наприклад, фенілмагнійбромід) є комерційно доступними у вигляді розчинів у діетиловому етері або тетрагідрофурані.
Також їх отримують трансметалуванням інших металоорганічних сполук (наприклад, літійорганічних).
{\displaystyle \mathrm {RLi+MgX_{2}\longrightarrow RMgX+LiX} }
Метод низькотемпературної співконденсації представляє незвичайні можливості в отриманні реактивів Грін'яра за співконденсації парів магнію із галогенмістячии органічними сполуками, а також для приготування особливо активної магнієвої маси, отримуваної за співконденсації парів магнію із інертним розчинником. Така магнієва маса дає реактиви Грін'яра із найінертнішими галогенпохідними ароматичних сполук. Наприклад, для співконденсації парів магнію із тетрагідрофураном утворюється комплекс, який може бути використаний для синтезу реактивів Грін'яра. 
Представляє інтерес приготування такої ж активної маси нікелю. За співконденсації парів нікелю із тетрагідрофураном утворюється стабільний адукт, який є добрим реагентом для зв'язування алкілгалогенідів. 
{\displaystyle {\begin{aligned}{\mathsf {2C_{3}H_{5}Br+Ni-\mathrm {T} \Gamma \Phi }}&\xrightarrow {\mathsf {40^{\circ }C}} {\mathsf {C_{5}H_{5}-C_{3}H_{5}+NiBr_{2}}}\\{\mathsf {2C_{6}H_{5}CH_{2}Cl+Ni-\mathrm {T} \Gamma \Phi }}&\xrightarrow {\mathsf {40^{\circ }C}} {\mathsf {(C_{6}H_{5}CH_{2})_{2}+NiCl_{2}}}\\\end{aligned}}}
Утворювані у реакціях співконденсації із атомарними металами комплекси часто є добрими каталізаторами різних процесів. Використання цього методу дозволяє отримувати еталонні речовини, необхідні для аналізу різних сумішей металорганічних сполук, а також для отримання точних спектральних й інших характеристик різних речовин.

## Область застосування
Реакції з карбонільними сполуками:
Реакції з іншими електрофілами:
Приєднання за кратними вуглець-вуглецевими зв'язками. За звичайних умов реактиви Гріньяра по кратних зв'язках не приєднуються. Реакція відбувається за активації (наприклад, CF2=CF2) За участі алілмагнійгалогенідів або в реакціях внутрішньомолекулярного приєднання іноді можуть брати участь і неактивовані кратні зв'язки, наприклад: